# Paulo Luiz Massariol
Paulo Luiz Massariol, detto Paulinho (Piracicaba, 3 aprile 1958), è un ex calciatore brasiliano, di ruolo attaccante.

## Caratteristiche tecniche
Giocava come attaccante, ricoprendo il ruolo di centravanti.

## Carriera

### Club
Originario di Piracicaba, debuttò nel calcio professionistico con il club della sua città, lo XV de Piracicaba. Passò però ben presto al Vasco da Gama, che nel 1976 lo incluse nei suoi ranghi. Fece il suo esordio nel III Copa Brasil, durante un Vasco-Brasília del 23 ottobre al São Januário, subentrando a Ramón. Segnò un gol in tredici presenze, ma fu l'anno seguente che visse il suo miglior periodo: diciannove reti in trenta partite gli permisero di posizionarsi al primo posto nella classifica marcatori del campionato nazionale, davanti a Toninho Quintino del Palmeiras. Lasciò il club cruzmaltino per trasferirsi proprio al Palmeiras nel 1981, giocando sei incontri in campionato e cinquantacinque totali. Ceduto al Grêmio di Porto Alegre, vi disputò la stagione 1982, segnando un gol in dodici partite. Si ritirò poi nel 1989, dopo aver vinto un campionato Pernambucano cinque anni prima.

### Nazionale
Partecipò al campionato del mondo Under-20 1977 con la Nazionale di categoria, giocando cinque partite e marcando due reti.

## Palmarès

### Club

#### Competizioni nazionali
- Campionato Carioca: 1

Vasco da Gama: 1977
- Campionato Pernambucano: 1

Náutico: 1984

### Individuale
- Bola de Prata: 1

1978
- Capocannoniere del campionato brasiliano: 1

1978 (19 gol)